# Brachycaudus shaposhnikovi
Brachycaudus shaposhnikovi är en insektsart. Brachycaudus shaposhnikovi ingår i släktet Brachycaudus och familjen långrörsbladlöss. Inga underarter finns listade i Catalogue of Life.